# Hieracium austrotatricum
Hieracium austrotatricum es una especie de planta con flor del género Hieracium, de la familia Asteraceae, orden Asterales.

## Distribución
Hieracium austrotatricum se distribuye por Eslovaquia.

## Taxonomía
Fue descrita científicamente por Szelag. Fue publicada en Bot. J. Linn. Soc. 158: 99 (2008).